# Goudaouri
 (mars 2013).
Si vous disposez d'ouvrages ou d'articles de référence ou si vous connaissez des sites web de qualité traitant du thème abordé ici, merci de compléter l'article en donnant les références utiles à sa vérifiabilité et en les liant à la section « Notes et références ».
Goudaouri (en géorgien : გუდაური) est une station de sports d'hiver située sur le versant sud de la chaîne montagneuse du Grand Caucase en Géorgie. La station est située dans le district de Kazbegi, le long de la route militaire géorgienne près du col de la Croix, à une altitude de 2 196 m.

## Géographie
Goudaouri se trouve à 120 km au nord de la capitale, Tbilissi. La station a vue sur le mont Kazbek (5033 m), troisième plus haut sommet du Caucase.
L’Aragvi Blanc prend sa source près de Goudaouri et rejoint l’Aragvi Noir à Pasanauri pour former l'Aragvi.
Le domaine skiable de Goudaouri représente 57 km de pistes desservies par sept remontées mécaniques. Les pistes, s'étageant entre 1990 et 3307 mètres (mont Sadzele), sont toutes situées au-dessus de la limite des arbres. La plus longue piste fait sept kilomètres pour un dénivelé de 1 200 mètres.

## Histoire
La ville a longtemps été une étape importante des caravanes, puis de diligences, entre Vladikavkaz et Tbilissi.
Dans les années 1970, s'est installée une école de ski. 
Dans les années 1980, à la suite d'une étude italienne, des investisseurs autrichiens et suédois ont lancé la station de sports d'hiver, à deux heures de route de l'aéroport international de Tbilissi, accessible rapidement par hélicoptère, et fréquentée par des ressortissants principalement nord-américains, allemands, autrichiens, israéliens et turcs[réf. nécessaire].

## Équipements
Le premier télésiège (Pirveli) est long de 1 010 mètres (trois places), le second (Soliko) fait 2 310 mètres (quatre places), le troisième (Snow park) est long de 1 060 mètres (trois places). Il y a deux petites remontées pour les débutants et une pour les luges. L'installation la plus récente[Quand ?] est un télésiège à six places (Shino).
La ville est devenue tristement célèbre le 16 mars 2018 : un dysfonctionnement de la remontée mécanique de télésièges quatre places, de marque Doppelmayr - Garaventa, montant au mont Sadzele, a provoqué une marche arrière à toute vitesse des télésièges, blessant douze personnes, et entraînant un amas de sièges en contrebas de la pente. Des experts du groupe Veritas ont établi que l'accident était dû à une chute de tension électrique suivie d'une erreur humaine[réf. à confirmer].

## Galerie

galerie
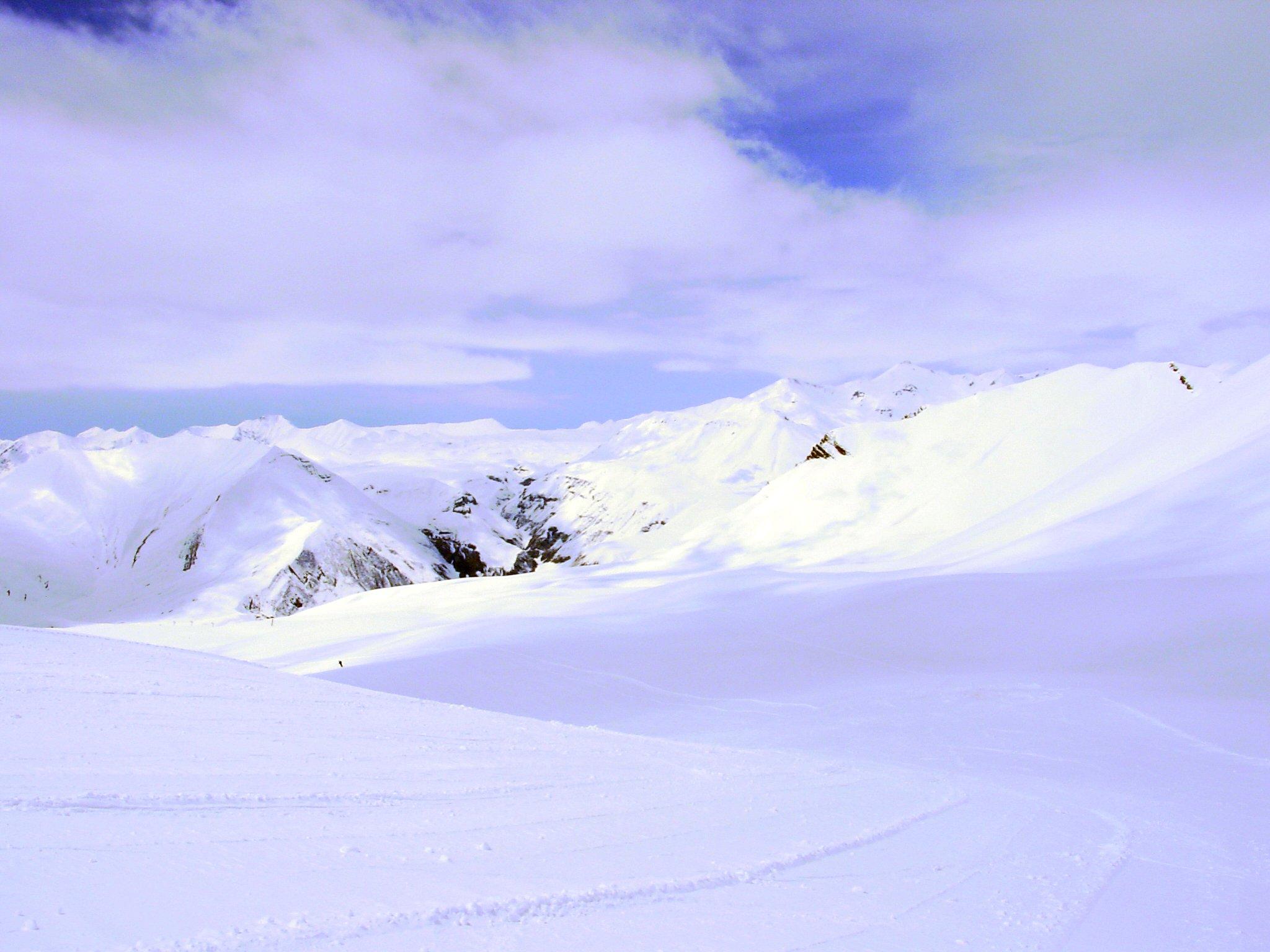
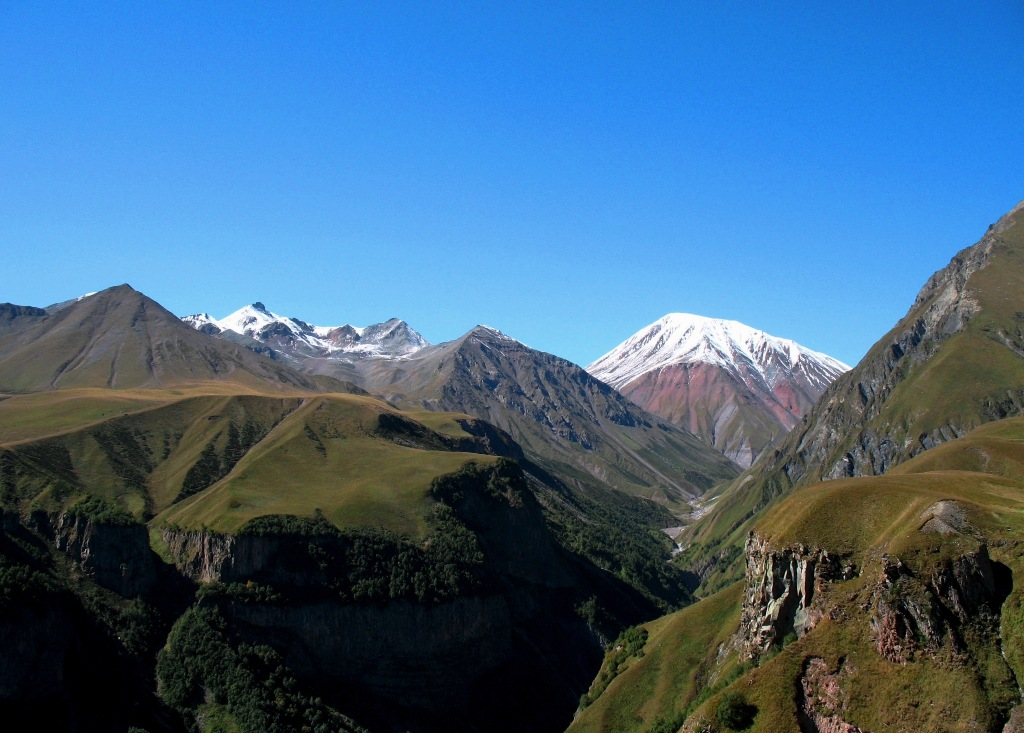
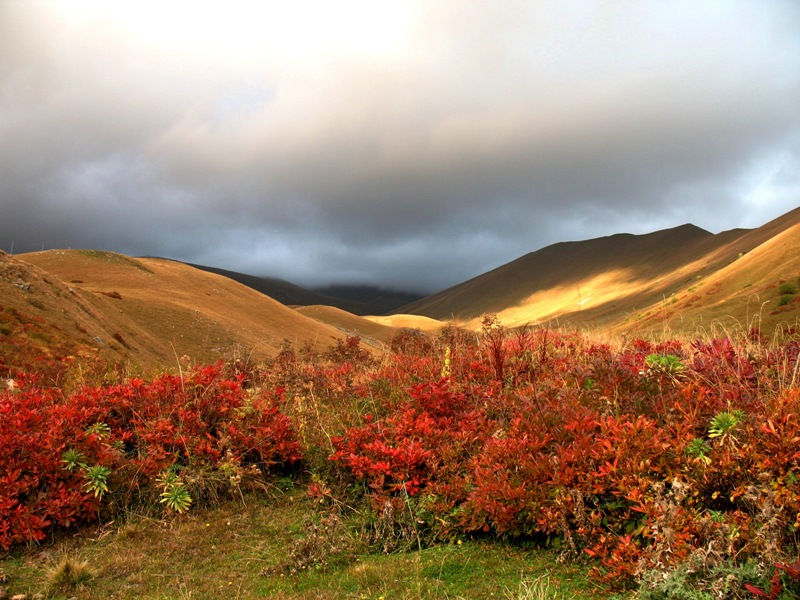
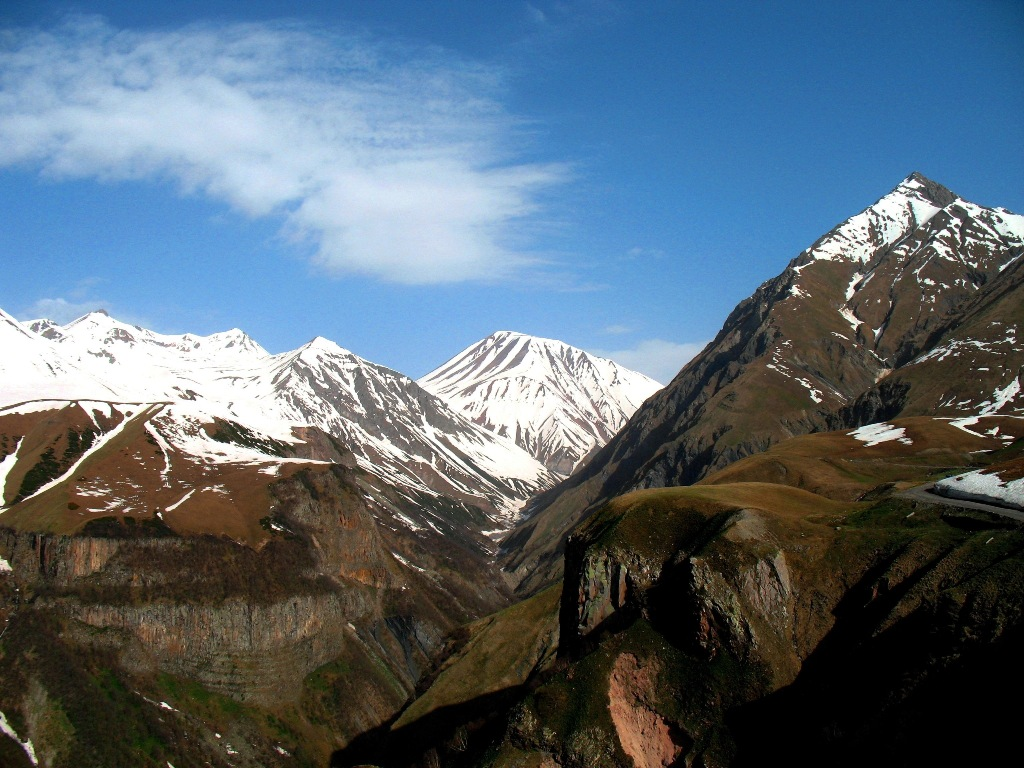

## Proximité
- Monument à l'Amitié russo-géorgienne, commémorant le traité de Gueorguievsk (1783), près du col de la Croix (Djvari, 2 379 m), sur la route militaire géorgienne : superbe panorama (par temps dégagé), extérieur béton sinistre[pourquoi ?], intérieur circulaire (sur 300° environ) : très vaste fresque allégorique, en céramique colorée, restaurée (état mars 2018)[3][réf. à confirmer].